# Gołąb maderski
Gołąb maderski (Columba trocaz) – gatunek średniej wielkości ptaka z rodziny gołębiowatych (Columbidae). Występuje endemicznie na Maderze. Niezagrożony wyginięciem.

## Taksonomia
Gatunek opisał po raz pierwszy Karl Heineken, niemiecki medyk i ornitolog zamieszkały na Maderze. Opis ukazał się w nowej serii Edinburgh journal of science w 1829. Autor nie nadał nazwy Columba trocaz wprost, napisał jednak, że proponuje lokalną nazwę tego ptaka, „Trocaz”, jako epitet gatunkowy. Nazwa naukowa Columba trocaz jest obecnie (2020) akceptowana przez IOC. Columba laurivora jest nieużywanym synonimem stworzonym z powodu słowa trocaz, nie będącego wyrazem łacińskim. Blisko spokrewniony z gołębiem kanaryjskim (C. bollii). Prócz tego spokrewniony z grzywaczem (C. palumbus), gołębiem kongijskim (C. unicincta). Monotypowy.

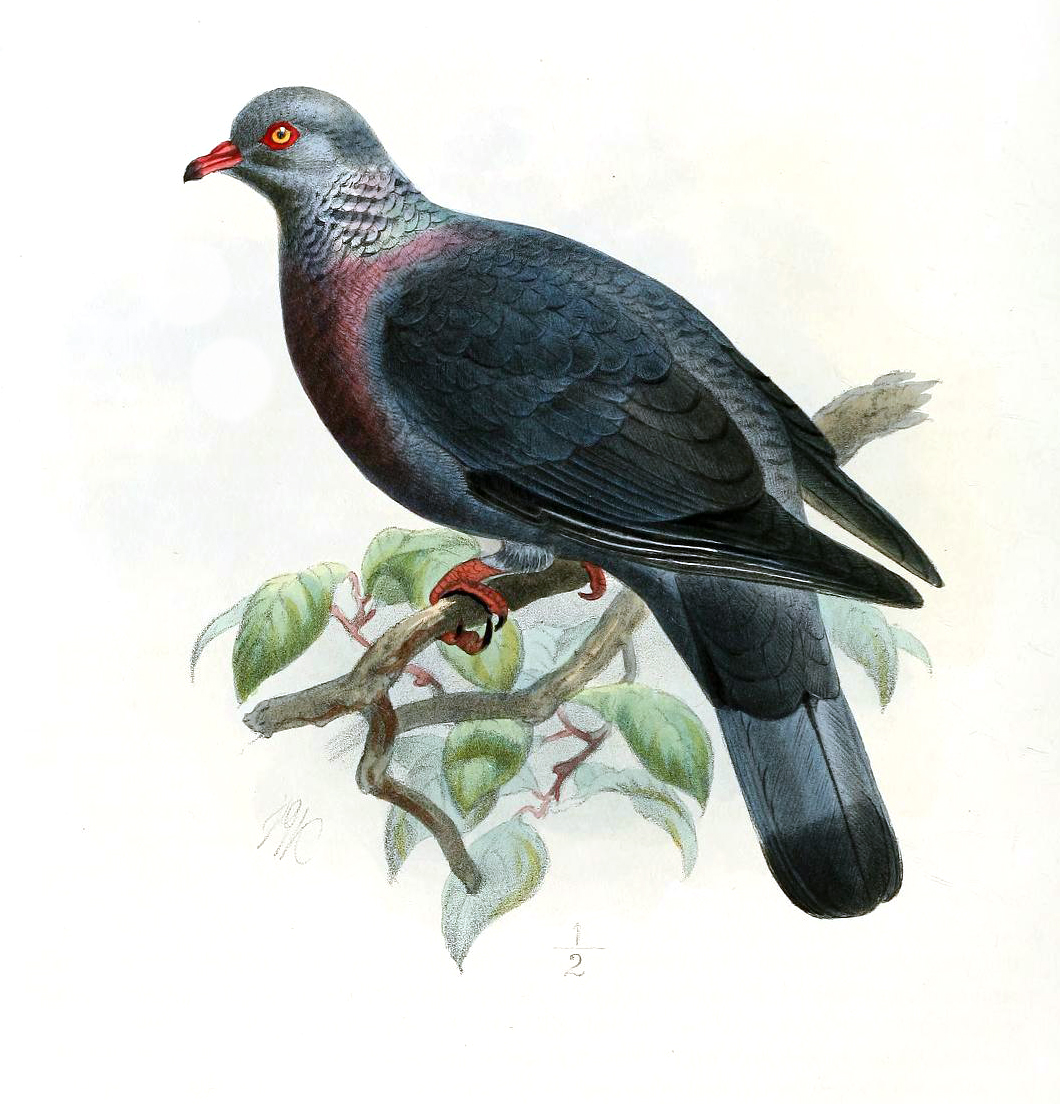
Gołąb maderski na XIX-wiecznej rycinie

## Morfologia
Długość ciała w przedziale 460–473 mm u samców, samic 380–462 mm. Średnia długość skrzydła u samca 247 mm, u samicy 243 mm. Długość ogona blisko 150 mm, dzioba 23 mm, skoku 46 mm, środkowego palca 50–51 mm. W upierzeniu dorosłych osobników przeważa barwa ciemnoszara. Czoło, wierzch głowy i górna część grzbietu ciemniejsze, łupkowoszare. Po bokach szyi dostrzec można srebrzystobiałe pole tuż obok zielono opalizujących piór z tyłu szyi. W górnej części grzbietu pióra nieco zielono i metalicznie połyskują. Reszta wierzchu ciała, pióra w części skrzydła przyległej do grzbietu (scapulars), pokrywy skrzydłowe, kuper i pokrywy nadogonowe ciemne, łupkowoszare. Sterówki czarniawoszare, w połowie bliższej końca szeroki jasnoszary pasek. Na chorągiewkach zewnętrznych lotek I rzędu występują szerokie, białe krawędzie. Lotki II rzędu szarzeją w kierunku grzbietu. Broda i gardło łupkowoszare, na piersi pióra wpadają w pastelowy odcień kasztanowego, by następnie przejść w kolor jasnoszary na pokrywach podogonowych. Tęczówka jasna, żółtobiała, według autora pierwszego opisu jasnosłomiana. Dziób u nasady czerwonopurpurowy, na końcu biały. Woskówka biała. Nogi i stopy czerwone. Osobniki młodociane wyróżnia bardziej brązowy odcień upierzenia, płowe krawędzie pokryw skrzydłowych i brak u nich opalizacji.

## Zasięg występowania
Administracyjnie gołąb maderski to jeden z pięciu endemicznych ptaków Portugalii, zasiedlający niecałą Maderę. Pierwotny zasięg na tej wyspie został przez Heinekena opisany następująco (1829): Występujący w najbardziej zalesionych i nieuczęszczanych [przez człowieka] miejscach wyspy, jest taki płochliwy i trudny do zaobserwowania, że mogę poznać naprawdę niewiele z jego zachowań. Wiadome jest, że gołębia maderskiego dawniej można było napotkać na pobliskiej wyspie Porto Santo. Obecnie (2020) C. trocaz zasiedla głównie północne stoki wyspy i kilka odizolowanych lasów laurowych na południu. Lasy, w których żyją te gołębie tworzą głównie rośliny z gatunków Laurus azorica, Ocotea foetens, Persea gindica, Appoloniac barbujana, Myrica faya, Clethla arborea i Piconea excelsia. Niekiedy odwiedza tereny rolnicze. Według BirdLife International występuje na obszarze blisko 160 km².

## Zachowanie
Płochliwy, skryty ptak, przeważnie żeruje grupami pośród drzew. Głównie owocożerny, ale zjada także liście i ziarno. Zbiera się w większe grupy w razie dostatku pożywienia, szczególnie kiedy owocują Laurus azorica i Ocotea foetens, które są ulubionymi drzewami tego ptaka (także pod kątem środowiska). Kiedy owoce nie obrodzą, gołąb maderski udaje się na tereny rolnicze, szczególnie lubując się w uprawach kapusty, kwitnących wiśniach i w winoroślach. Wtedy może zebrać się w niezwykle wielkie grupy. Uchodzi za szkodnika; w styczniu i lutym 1985 przez pięć dni zabito 300 ptaków, a dalsze 200 zatruto, jednak następnego roku obficie wyrosły jagody i gołębie nie opuściły lasu. Spłoszony C. trocaz oddala się ciszej niż gołąb grzywacz, przelatuje długi dystans. Ogólnie ptak osiadły, ale – szczególnie jesienią – może przenieść się z klifów na niziny celem zdobycia pokarmu.

## Lęgi
Gniazduje cały rok, jednak lęgi najczęściej mają miejsce od lutego do czerwca. Gniazduje w szczelinie czy też zagłębieniu w skale, także na drzewach w gęstym lesie i na ziemi we wrzosach. Buduje typowe dla gołębi luźne gniazdo z ułożonych na kształt platformy gałęzi i traw. W zniesieniu jedno białe jajo o gładkiej skorupce, niekiedy dwa. Inkubacja trwa 19–20 dni. Młode po blisko 28 dniach są zdolne do lotu, w wieku 8 tygodni stają się samodzielne.

## Status zagrożenia
Według IUCN jest to gatunek najmniejszej troski (LC, Least Concern). W 1988 został sklasyfikowany jako zagrożony, od 1994 do 2000 włącznie jako niższego ryzyka/zależnie od ochrony, w latach 2004 i 2008 jako bliski zagrożenia (NT, Near Threatened), a od 2011 utrzymuje rangę LC. Ogilvie-Grant napisał w tekście opublikowanym w 1890, że w północnej części wyspy jest to dość pospolity ptak. W pierwszych latach kolonizacji Madery był to pospolity ptak, potem populacja zaczęła się zmniejszać, by w 1986 osiągnąć rozmiar blisko 2700 osobników. W 1986 populacja zaczęła wzrastać wskutek wprowadzenia zakazu polowań. Według BirdLife International (2014) ma trend wzrostowy.
Populacja szacowana jest (2015) na 10–14 tys. dorosłych osobników. Do wymarcia na Porto Santo i spadku liczebności na Maderze przyczyniły się polowania, rozwój osadnictwa, rolnictwa i wycinka lasów. Gołąb maderski występuje na dwóch obszarach uznanych za ostoje ptaków IBA.